# وتران (العدين)

تعديل مصدري - تعديل

وتران محلة تابعة لقرية وادي شريط، التابعة لعزلة بلاد المليكي بمديرية العدين إحدى مديريات محافظة إب في الجمهورية اليمنية.، بلغ تعداد سكانها 71 حسب تعداد اليمن لعام 2004.